# Jean-Marie Duthilleul
Ne pas confondre avec son père, Jean Duthilleul (1913-2010), également architecte.
Pour les articles homonymes, voir Duthilleul.
Jean-Marie Duthilleul, né à Versailles le 18 novembre 1952, est un architecte (École de Paris La Seine) et ingénieur (École polytechnique X 1972 et École nationale des ponts et chaussées) français.

## Biographie
Jean-Marie Duthilleul est né le 18 novembre 1952 à Versailles. Son père est l'architecte Jean Duthilleul et Laure Duthilleul sa sœur. Il grandit rue de Villersexel (Paris) et étudie au lycée Louis-le-Grand. Il est diplômé de l'École nationale supérieure d'architecture de Paris La Seine, de l'École polytechnique (1972) et de  École nationale des ponts et chaussées. Il est marié avec Anne Chopinet ; ils ont cinq enfants.
Dès 1977, il s’intéresse à l'aménagement urbain en intégrant l’équipe du secrétariat des villes nouvelles qui anime des réflexions urbaines notamment sur la centralité, la mixité, la densité et, déjà, la maîtrise de l’énergie dans la cité.
En 1982, il est chargé de mission pour l'Exposition universelle prévue à Paris en 1989, puis en 1983 est chargé du suivi des grands projets de l'État à Paris. En 1986, la SNCF lui demande de mettre en place un atelier d’architecture qui deviendra l'AREP une décennie plus tard. Avec Étienne Tricaud, il développe les bases théoriques de la conception des grandes gares contemporaines qu’il perçoit comme des territoires nécessitant une double approche urbaine et architecturale : ouverture sur la ville, intermodalité, gestion des flux, lisibilité, développement des commerces et services.
En 1997, lauréat du concours international pour la gare TGV de Séoul, il crée, avec Étienne Tricaud, dans le groupe SNCF, l’agence AREP, équipe pluridisciplinaire qui s’investit dans la création de nombreuses gares et de l’aménagement urbain qui en découle tant en France qu’à l’étranger, et développe des études urbaines à grande échelle.
Jean-Marie Duthilleul a participé à la consultation du Grand Paris  aux côtés de Jean Nouvel et Michel Cantal-Dupart. Il a par ailleurs présidé de 2010 à 2012 le comité d’orientation du Plan Campus lancé par le ministère de l’Enseignement supérieur et de la Recherche.
En 2012, il crée l’Agence Duthilleul, pour développer sa réflexion et sa pratique dans le domaine de la composition de la ville contemporaine autour de la mobilité.

## Travaux et réalisations
Liste non exhaustive
- Gare de Paris-Montparnasse
- Gare de Nantes sud

Intérieur de la nouvelle gare d'Orléans.

- Aménagement de la Gare du Nord à Paris
- Nouvelle Gare de Lille-Europe
- Nouvelle Gare de l'aéroport Charles-de-Gaulle 2 TGV
- Gare RER La Plaine - Stade de France (Saint-Denis, Seine-Saint-Denis)
- Nouvelle Gare de Marne-la-Vallée - Chessy (Disneyland Paris)
- Gares de la LGV Méditerranée (2001) :
  - Gare d'Avignon TGV
  - Gare de Valence TGV
  - Gare d'Aix-en-Provence TGV
- Église Saint-François de Molitor à Paris (2005)
- Musée de la capitale, à Pékin (2005)
- Gares de la LGV Est européenne (2007) :
  - Gare de Champagne-Ardenne - TGV à Bezannes
  - Gare de Lorraine - TGV à Louvigny
  - Gare de Meuse - TGV aux Trois-Domaines
- Halle Honorat et aménagement de la gare de Marseille-Saint-Charles (2006)
- Gare de Strasbourg (réaménagement avec création de la verrière) (2007)
- Gare d'Orléans (2007)
- Tour financière Bitexco à Hô Chi Minh-Ville (2010)
- Gare de Wuhan (2010)
- Gare de Belfort - Montbéliard TGV (2011)
- Gare de Besançon Franche-Comté TGV (2011)
- Gare de Neuilly Porte Maillot RER E (2024)
- Gare de Nanterre La Folie (2024)
- Gare de La Défense-Grande Arche (2024)
- Gares de Pont de Sèvres et Noisy - Champs du Grand Paris Express (2025)
- Centre Teilhard de Chardin au cœur de Paris-Saclay (2022)
- Gares de Sevran - Livry et Sevran - Beaudottes du Grand Paris Express (2026)

Il a également conçu les gares de Séoul en Corée, de Shanghai et un musée à Pékin.
Dans un autre domaine, à la demande du cardinal Lustiger, il réalise les aménagements du Champ-de-Mars et de Longchamp pour accueillir le pape Jean-Paul II lors des Journées mondiales de la jeunesse 1997 à Paris. Jean-Marie Duthilleul a également été appelé à concevoir ou aménager des églises ou cathédrales, à la demande d’évêques ou de communautés religieuses, en France et en Suisse (Notre-Dame de Paris, Strasbourg, Couvent de l'Annonciation de Paris...).
Il est un des acteurs de la consultation du Grand Paris aux côtés de Jean Nouvel et Michel Cantal-Dupart. Il préside de 2010 à 2012 le comité d’orientation du Plan Campus lancé par le ministère de l’Enseignement supérieur et de la Recherche.

## Publications
- On n'arrête pas la liberté, avec Anne Chopinet et Henri Manteau-Bonamy O.P., Paris : P. Lethielleux, 1985
- Naissances & renaissances de mille et un bonheurs parisiens avec Jean Nouvel et Michel Cantal-Dupart, Paris : Éditions du Mont-Boron, 2009
- Continuer l'histoire : leçon inaugurale de l'École de Chaillot prononcée le 13 janvier 2009, avec Jean-François Pousse ; Cité de l'architecture et du patrimoine Milan : Silvana, 2010
- Circuler : quand nos mouvements façonnent la ville, Cité de l'architecture et du patrimoine, 4 avril-26 août 2012, avec Sabine Bledniak, Éditions Alternatives, 2012
- Espace et liturgie, aménager les églises, Mame-Desclée, 2015